# Robinson Ekspeditionen 2022
Robinson Ekspeditionen 2022 er den 23. sæson af den danske version af den svenske reality-tv-serie Expedition Robinson, Robinson Ekspeditionen.
Denne sæson foregik der hvor Robinson Ekspeditionen startede tilbage i 1998; Malaysia.
Sæsonen havde premiere den 12. september 2022. Ekspeditionen startede ud med at én deltager, der skulle have været på Hold Nord, havde fået en kraftig forstuvning i foden. Derfor startede ekspeditionen med 21 deltagere i stedet for 22.

## Placeringer
| Deltager                                      | Oprindeligt hold | Hold efter duel 1         | Nyt hold 2                                                             | Sammenlægning                 | Placering                                                                        |
| --------------------------------------------- | ---------------- | ------------------------- | ---------------------------------------------------------------------- | ----------------------------- | -------------------------------------------------------------------------------- |
| Mikkel Bertelsen 47, Kirke Hyllinge           | Hold Syd         | Hold Syd                  | Hold Syd                                                               | Sammenlagt hold               | Vinder                                                                           |
| David Tegam 26, Aarhus                        | Hold Syd         | Hold Syd                  | Hold Syd                                                               | Sammenlagt hold               | Andenplads                                                                       |
| Naja Stencel 19, Valby                        | Hold Nord        | Hold Nord                 | Hold Nord                                                              | Sammenlagt hold               | Tredjeplads                                                                      |
| Brian Kristensen 52, Holstebro                | Hold Nord        | Hold Nord                 | Hold Syd 2                                                             | Sammenlagt hold               | Tabte dysten 'Kniven' til David Tegam 4. plads                                   |
| Loay Zeraiq 41, Odense                        | Hold Syd         | Hold Syd                  | Hold Syd                                                               | Sammenlagt hold               | Tabte udskillelsesdyst til Brian, Naja, David & Mikkel 5. plads                  |
| Emil Honoré Andresen 24, Fredericia           | Hold Syd         | Hold Syd                  | Hold Syd                                                               | Sammenlagt hold               | Stemt ud i øråd (af juryen) 6. plads                                             |
| Mie Fitness (Jury) 34, København              | Hold Nord        | Hold Nord                 | Hold Nord                                                              | Sammenlagt hold               | Stemt ud i øråd 7. plads                                                         |
| Lukas Bach (Jury) 22, København               | Hold Nord        | Hold Nord                 | Hold Nord                                                              | Sammenlagt hold               | Stemt ud i øråd 8. plads                                                         |
| Vicky Due (Jury) 39, Køge                     | Hold Syd         | Hold Syd                  | Hold Syd                                                               | Sammenlagt hold               | Tabte dødskamp mod Lukas Bach og Mie Fitness på De Udstødtes Ø 9. plads          |
| Sine Kromann (Jury) 36, Odense                | Hold Syd         | Hold Syd                  | Hold Syd                                                               | Sammenlagt hold               | Tabte duel mod Naja Stencel i øråd 10. plads                                     |
| Jacob Hanfgarn (Jury) 26, Odense              | Hold Nord        | Hold Nord                 | Hold Nord                                                              | Sammenlagt hold               | Stemt ud i øråd 11. plads                                                        |
| Frederik Ingolf Lundberg (Jury) 34, København | Hold Syd         | Hold Nord 1               | Hold Nord                                                              | Sammenlagt hold               | Stemt ud i øråd 12. plads                                                        |
| Morten Øgaard (Jury) 51, Borup                | Hold Nord        | Hold Syd 1                | Hold Syd                                                               | Sammenlagt hold               | Tabte dødskamp mod Naja Stencel og Brian Kristensen på De Udstødtes Ø. 13. plads |
| Kia Skou Jensen 36, Slagelse                  | Hold Syd         | Hold Syd                  | Hold Nord                                                              |                               | Stemt ud i øråd 14.plads                                                         |
| Mariam Said 29, Brøndby Strand                | Hold Syd         | Hold Syd                  | Hold Nord 2                                                            | Udgået grundet skade 15 plads |                                                                                  |
| Isabella Tvede 23, Islands Brygge             | Hold Syd         | Hold Syd                  | Hold Nord 2                                                            | Stemt ud i øråd 16. plads     |                                                                                  |
| Nicolai Reitan Boas 36, København             | Hold Syd         | Hold Syd                  |                                                                        | Stemt ud i øråd 17. plads     |                                                                                  |
| Michelle Boll 37, Kalundborg                  | Hold Nord        | Hold Nord                 | Stemt ud i øråd 18. plads                                              |                               |                                                                                  |
| Mohammed Walid 29, Hvidovre                   | Hold Nord        | Hold Nord                 | Stemt ud i øråd 19. plads                                              |                               |                                                                                  |
| Doaa Zaher 26, København                      | Hold Nord        |                           | Tabte i duel mod Kia i øråd efter at have fået flest stemmer 20. plads |                               |                                                                                  |
| Majbrit Watt 49, Herlev                       | Hold Nord        | Stemt ud i øråd 21. plads |                                                                        |                               |                                                                                  |

1. ↑ Morten Øgaard og Frederik Ingolf Lundberg skiftede hold på grund af en fordel vundet i duel. Duellen blev vundet af Michelle Boll.
2. ↑Tre spillere fra Hold Syd byttede plads med en fra Hold Nord, efter en strid.

## Øråds resultater
|                 | Oprindelige hold | Oprindelige hold | Oprindelige hold | Oprindelige hold | Oprindelige hold | Hold efter duel | Hold efter duel | Hold efter duel | Hold efter duel | Hold efter duel | Hold efter duel | Hold efter duel | Nye hold  | Nye hold  | Nye hold  | Nye hold  | Nye hold  | Sammenlagt hold | Sammenlagt hold | Sammenlagt hold | Sammenlagt hold | Sammenlagt hold | Sammenlagt hold | Sammenlagt hold | Sammenlagt hold | Sammenlagt hold | Sammenlagt hold | Sammenlagt hold | Sammenlagt hold (jurybeslutning) | Sammenlagt hold (jurybeslutning) |
| --------------- | ---------------- | ---------------- | ---------------- | ---------------- | ---------------- | --------------- | --------------- | --------------- | --------------- | --------------- | --------------- | --------------- | --------- | --------- | --------- | --------- | --------- | --------------- | --------------- | --------------- | --------------- | --------------- | --------------- | --------------- | --------------- | --------------- | --------------- | --------------- | -------------------------------- | -------------------------------- |
| Episode         | 1                | 1                | 1                | 2                | 2                | 3               | 3               | 4               | 4               | 4               | 5               | 5               | 6         | 6         | 7         | 7         | 7         | 8               | 8               | 9               | 9               | 10              | 10              | 11              | 11              | 12              | 12              | 12              | 13                               | 13                               |
| Dag             | 4                | 4                | 4                | 7                | 7                | 10              | 10              | 13              | 13              | 13              | 17              | 17              | 20        | 20        | 23        | 23        | 23        | 26              | 26              | 30              | 30              | 34              | 34              | 38              | 38              | 41              | 41              | 41              | 41                               | 41                               |
| Hold            | Hold Nord        | Hold Nord        | Hold Nord        | Hold Nord        | Hold Nord        | Hold Nord       | Hold Nord       | Hold Nord       | Hold Nord       | Hold Nord       | Hold Syd        | Hold Syd        | Hold Nord | Hold Nord | Hold Nord | Hold Nord | Hold Nord | Sammenlagt hold | Sammenlagt hold | Sammenlagt hold | Sammenlagt hold | Sammenlagt hold | Sammenlagt hold | Sammenlagt hold | Sammenlagt hold | Sammenlagt hold | Sammenlagt hold | Sammenlagt hold | Sammenlagt hold                  | Sammenlagt hold                  |
| Elimineret      | Majbrit          | Majbrit          | Majbrit          | Doaa             | Doaa             | Mohammed        | Mohammed        | Michelle        | Michelle        | Michelle        | Nicolai         | Nicolai         | Isabella  | Isabella  | Kia       | Kia       | Kia       | Frederik        | Frederik        | Jacob           | Jacob           | Sine3           | Sine3           | Lukas           | Lukas           | Mie             | Mie             | Mie             | Emil                             | Emil                             |
| Kandidater      | Majbrit          | Lukas            | Morten           | Naja             | Doaa             | Naja            | Mohammed        | Michelle        | Mie             | Lukas           | Isabella        | Nicolai         | Isabella  | Naja      | Kia       | Frederik  | Naja      | Frederik        | Lukas           | Jacob           | Mie             | Naja            | Brian           | Lukas           | Mikkel          | Mie             | Loay            | Naja            | Emil                             | Naja                             |
| Stemmefordeling | 9                | 2                | 1                | 3                | 6                | 2               | 6               | 6               | 1               | 2               | 4               | 7               | 7         | 1         | 5         | 3         | 1         | 9               | 2               | 11              | 1               | 7               | 2               | 6               | 3               | 6               | 2               | 1               | 5                                | 2                                |

1. ↑ Sine tabte dysten og skulle derfor i duel til førstkommende øråd. Naja tabte ørådet, men Sine blev elimineret fordi hun tabte duellen mod Naja.